# Lao (peuple)
Pour les articles homonymes, voir Lao.
Les Lao sont un groupe ethnique d'Asie du Sud-Est continentale, de part et d'autre du moyen-Mékong. Les Lao sont environ 23 000 000 d'habitants, dont la plupart vivent en Thaïlande orientale (Isan) et d'autres, moins nombreux, au Laos où ils forment cependant l'ethnie majoritaire.
Depuis le tracé en 1935 de la frontière entre la Thaïlande et l'Indochine française, 80 % des Lao sont citoyens de la Thaïlande (19 000 000) et 17 % du Laos (4 000 000). Des minorités vivent aussi au Cambodge et en diaspora.
En Asie du Sud-Est, les populations thaïes jouent un rôle historique à partir de leur arrivée au XIIIe siècle en provenance du Yunnan. Avant elles, la population comprenant essentiellement des Môn-Khmers et des Austronésiens.
La distinction entre Lao et Thaï est relativement récente : avant l'époque coloniale et l'arrivée des Français, lorsqu'ils étaient sujets du royaume du Siam, les Thaïs étaient désignés sous les noms de Thaï-lao pour ceux, orientaux, du bassin du Mékong et de Thaï-siam pour ceux, occidentaux, du bassin du Chao Phraya.
Le lao est la langue officielle du Laos ; elle fait partie des langues tai du Sud-Ouest, comme le thaï ou le lü, ce qui rend la communication facile de part et d'autre du Mékong.

## Laos
Au Laos, le nom de « Lao » n'a pas de sens ethnique selon le droit du sang, mais un sens national selon le droit du sol : il désigne tous les citoyens du pays quelles que soient leurs appartenances, qui sont néanmoins comptabiliées dans les recensements, lesquels répertorient 68 groupes ethniques classés en trois groupes principaux :
- les Lao Loum, ou « Lao des plaines », nom qui désigne les Lao ethniques proprement dits représentant 60 % de la population du pays ;
- les autres groupes tai (Tai Daeng, Tai Dam, Tai Dón, Tai Loi, Tai Mène, Tai Nüa, Tai Pao) ;
- les groupes non-tai.

Comme les Lao Loum, les autres groupes tai vivent le long des vallées fluviales des affluents du Mékong, mais préfèrent souvent les hauteurs aux plaines inondables du Mékong. Classés parmi les Lao Loum, les Tai Dam (« Thaï noirs ») vivent sur les plateaux au nord et à l'est du Laos. Bon nombre d'entre eux, arrivés des environs Dien Bien Phu dans les années 1950, à la suite de la conquête de cette région par le Việt Minh, habitent la province de Vientiane. Ils cultivent aussi bien le riz de plaine irriguée que le riz de colline. Certains pratiquent encore l'essartage. Le culte des esprits « phi » et rites animistes sont encore pratiqués.
Pour marquer la différence entre les Thaï siamois et les autres groupes austro-thaï, quelques spécialistes lao anglophones utilisent l'orthographe « Tai » qui les recouvre tous. 
Les Lao Theung ou « Lao des versants » (environ 22 %), sont aussi appelés « Kha » (Kha est un terme péjoratif signifiant « esclave »), population de langue môn-khmer, les indigènes.
Les Lao Sung ou « Lao des sommets » (9 %) est le nom qui regroupe les Hmong (ou Méos, méo est également un terme péjoratif qui évoque le miaulement du chat), principale ethnie minoritaire du pays et les Yao (ou Mien), tous deux de langue hmong-mien et d'origine tibéto-birmane.
L'appellation de « Lao » (sans autre précision) pour ces différents groupes non-lao ne parlant pas le tai, les désigne en tant que citoyens du Laos.